# پارادوکس تحلیل
پارادوکس تحلیل به این می‌پردازد که چطور یک تحلیل هم می‌تواند درست باشد هم اطلاع‌بخش. این مشکل توسط جرج ادوارد مور در کتاب اصول اخلاق صورت‌بندی و اولین بار توسط سی.اچ. لنگفرد نامگذاری شد.

## پارادوکس
فیلسوفان بسیاری به این پارادوکس پرداخته‌اند ولی پس از صورت‌بندی آن توسط مور توجه بیشتری به آن شد. در رساله منون افلاطون هم به این پارادوکس اشاره شده:
«سقراط دربارهٔ چیزی که اصلاً نمی‌دانی چیست، چگونه می‌خواهی تحقیق کنی؟ و در اثنای تحقیق چه تصوری خواهی داشت از چیزی که نمی‌دانی چیست؟ و اگر آن را بیآبی از کجا خواهی دانست که آنچه یافته‌ای همان است که می‌جستی؟»
یک تحلیل کاملاً درست از یک مفهوم باید دقیقاً معنای یکسانی از مفهوم اصلی را برساند؛ بنابراین برای اینکه درست باشد باید بتوان تحلیل را با مفهوم اصلی در هر زمینه‌ای که آن مفهوم استفاده شده جایگزین کرد، بدون آنکه معنای مبحث در آن زمینه تغییری بکند.
تحلیل‌های مفهومی اینچنینی از اهداف اصلی فلسفه تحلیلی است.
برای کاربردی بودن چنین تحلیلی، باید آن تحلیل اطلاع‌بخش هم باشد. به نحوی که باید چیزی به ما بگوید که تا الان نمی‌دانستیم.
بنابراین تحلیل مفهومی باید دو شرط را برآورده کند:
1. درست باشد، یعنی دقیقاً معنای یکسانی از مفهوم اصلی را برساند (با قابلیت جایگزینی).
2. اطلاع‌بخش باشد.

به نظر می‌رسد هیچ تحلیل مفهومی‌ای نمی‌تواند هر دو شرط را برآورده کند.
برای اینکه دلیلش را ببیند یک تحلیل بالقوه ساده زیر را در نظر بگیرید.
(۱) برای هر الف (هر عضو داده شده‌ای از مجموعه)، الف برادر است اگر و تنها اگر الف هم‌نژاد مذکر باشد.
می‌توان گفت که (۱) درست است چرا که عبارت «برادر» همان مفهوم «هم‌نژاد مذکر» را می‌رساند و (۱) به نظر اطلاع‌بخش است چرا که دو عبارت یکسان نیستند. اگر (۱) واقعاً درست باشد پس «برادر» و «هم‌نژاد مذکر» می‌بایست قابل جایگزین کردن باشند.
(۲) برای هر الف، الف برادر است اگر و تنها اگر الف برادر باشد.
(۲) اطلاع‌بخش نیست، پس یا (۱) اطلاع‌بخش نیست یا دو عبارت استفاده شده در (۱) قابلیت جایگزینی ندارند (چرا که یک تحلیل اطلاع‌بهش را به یک تحلیل غیر اطلاع‌بخش تغییر می‌دهند) پس (۱) واقعاً درست نیست.
بنابراین به نظر می‌رسد که تحلیل نمی‌تواند همزمان درست و اطلاع‌بخش باشد.